# A Batalha da Rua Maria Antônia
A Batalha da Rua Maria Antônia é filme de drama brasileiro de 2025, dirigido por Vera Egito e produzido pela Paranoïd Filmes com parceria da Globo Filmes e distribuição da Imagem Filmes. O filme foi lançado nos cinemas brasileiros em 27 de março de 2025, após exibições premiadas em festivais internacionais.
O longa retrata um dos episódios mais marcantes da luta estudantil durante a ditadura militar no Brasil, a Batalha da Maria Antônia, confronto ocorrido em 2 de outubro de 1968 entre estudantes universitários da USP pró democracia e estudantes da Mackenzie ligados ao regime militar.

## Sinopse
Em outubro de 1968, durante a ditadura militar brasileira, Lilian (Pâmela Germano), uma estudante de Filosofia da USP, vê sua rotina transformada ao se envolver na violenta batalha entre universitários e agentes infiltrados do regime. O confronto, ocorrido na Rua Maria Antônia, opôs estudantes da USP e do Mackenzie, este último alinhado ao Comando de Caça aos Comunistas (CCC). Narrado em 21 planos-sequência, o filme leva o espectador para dentro do prédio da USP, revelando o impacto do episódio na vida dos estudantes e suas escolhas diante da repressão.

## Elenco
| Ator/Atriz                 | Personagem   |
| -------------------------- | ------------ |
| Pâmela Germano             | Lilian       |
| Valentina Herszage         | Camila       |
| Caio Horowicz              | Benjamin     |
| Castilho                   | Angela       |
| Julianna Gerais            | Maria Helena |
| Clara Buarque              | Brenda       |
| Fernando Morais            | Roberto      |
| Gabriela Carneiro da Cunha | Leda         |

## Prêmios e indicações
| Ano  | Prêmio                                   | Categoria            | Nomeações     | Resultado | Ref.  |
| ---- | ---------------------------------------- | -------------------- | ------------- | --------- | ----- |
| 2025 | Prêmio Grande Otelo do Cinema Brasileiro | Melhor Figurino      | Aline Canella | Pendente  | [ 6 ] |
| 2025 | Prêmio Grande Otelo do Cinema Brasileiro | Melhor Trilha Sonora | Antonio Pinto | Pendente  | [ 6 ] |